# Fritz Brandtner
Fritz Brandtner (* 28. Juli 1896 in Danzig, Deutsches Reich; † 7. November 1969 in Montréal, Kanada) war ein deutsch-kanadischer Maler, Zeichner, Wandmaler und Kunstpädagoge. Er gilt als bedeutender Vertreter des deutschen Expressionismus in Kanada und trug wesentlich zur Entwicklung der modernen Kunstszene in Montréal bei.

## Leben
Fritz Brandtner wurde in Danzig geboren und diente ab 1915 in der deutschen Armee im Ersten Weltkrieg. Den größten Teil des Krieges verbrachte er in französischer Kriegsgefangenschaft. Nach dem Krieg kehrte er nach Deutschland zurück und studierte Kunst an der Universität Danzig, wo er an der Architekturfakultät Aktzeichnen unterrichtete. In dieser Zeit interessierte er sich besonders für die Werke der deutschen Expressionisten wie Ernst Ludwig Kirchner und Wassily Kandinsky, die er in der Danziger Stadtgalerie studierte.
1928 emigrierte Fritz Brandtner nach Kanada und ließ sich zunächst in Winnipeg nieder. Dort brachte er seine Kenntnisse der europäischen Kunstentwicklung ein und beeinflusste die lokale Kunstszene maßgeblich. 1934 zog er nach Montreal, wo er als erster Künstler konsequent abstrakte Kunst präsentierte. Im Februar 1936 zeigte er seine Werke in einer Einzelausstellung im Kaufhaus Morgan’s, die von der Canadian League against War and Fascism gesponsert wurde. Brandtner war Mitglied dieser Organisation, ebenso wie Norman Bethune, der ebenfalls Werke des Künstlers sammelte. 
Neben seiner künstlerischen Tätigkeit engagierte sich Fritz Brandtner in Kunstprogrammen für benachteiligte Kinder und unterrichtete an verschiedenen Institutionen. Er starb 1969 in Montreal.

## Werk
Fritz Brandtners Werk ist stark vom deutschen Expressionismus beeinflusst, was sich in seinem dynamischen Umgang mit Farben und Formen zeigt. Er schuf zahlreiche Gemälde, Zeichnungen und Wandbilder. Zu seinen bekanntesten Werken zählen Abstraktion (um 1950) und Pferde und Reiter (1945).